# Оборино (Рыбинский район)
Обо́рино  — деревня Назаровского сельского округа Назаровского сельского поселения Рыбинского района Ярославской области .
Деревня расположена в центре сельского поселения, к северу от дороги, ведущей из Рыбинска в Тутаев (по левому берегу Волги) и к северу от центра сельского поселения, Назарово. Деревня стоит на левом, восточном берегу небольшого безымянного ручья, теряющегося в расположенном к югу от Назарово песчаном карьере. Назаровское стоит на одном с Оборино берегу этого ручья. Между ними на другом берегу ручья стоит Ивановское .
Деревня указана на плане Генерального межевания Рыбинского уезда 1792 года как деревня Оборина. 
На 1 января 2007 года в деревне числился 1 постоянный житель . Почтовое отделение, расположенное в центре сельского поселения Назарово обслуживает в деревне 16 домов .